# 里見英樹
里見 英樹（さとみ ひでき、1969年9月15日 - ）は、日本の編集者・デザイナー。また、有限会社よつばスタジオ代表取締役を務め、その企画制作・編集・文章・デザイン分野を担当する。

## 来歴・人物
あずまきよひことの出会い
アニメや漫画などを専門とする編集プロダクションから1993年に独立し、個人事務所の編集プロ「トライアスロン」を設立した。里見がアニメ関連の仕事でパッケージの制作をしていたとき、まだ無名の漫画家だったあずまきよひこに解説書に掲載する漫画を依頼しその編集を担当、以降二人は、漫画家とそのプロデューサーの関係を結ぶことになる。
あずまんが大王
その後、あずまは里見と『あずまんが』というパロディー漫画集や、『よつばと!』の前身となる『Try! Try! Try!』を制作していたが、『あずまんが』が出版社の目にとまり、1999年、『あずまんが大王』の『月刊コミック電撃大王』（メディアワークス）での雑誌連載となった。
よつばと!
『あずまんが大王』の連載が終了し、里見は、『よつばと!』のプロデュースに本腰をいれることにした。2000年、その主人公の名を冠した「よつばスタジオ」を設立し、代表取締役に就任した。
里見はあずまの漫画以外にも、よつばスタジオの名で『週刊わたしのおにいちゃん』（メディアワークス、2004年）や他作家の単行本などのデザインをつとめ、よつばスタジオはデザイン事務所などとして一般に知られていった。よつばスタジオの名が知れ渡った効果はあったものの、デザイン事務所と見られることは里見の本意ではなかったため、2005年からは、「里見英樹」という個人名で、他作家の漫画単行本の装丁をしている。
キャッチコピー
漫画家の井上純一は、里見の単行本装丁について「デザインだけじゃなくて帯や広告のキャッチコピーを考える天才でもある」と評している。『よつばと!』については、第1巻の「いつでも今日が、いちばん楽しい日。」を筆頭にすべての帯コピーを考案。
このほか、『苺ましまろ』の「かわいいは、正義!」も里見の手によるものであり、この用語は漫画作品やネット上などで度々使われるようになった。